# Hysterochelifer geronimoensis
Espèce
Synonymes
- Chelifer geronimoensis Chamberlin, 1923

Hysterochelifer geronimoensis est une espèce de pseudoscorpions de la famille des Cheliferidae.

## Distribution
Cette espèce est endémique de Basse-Californie au Mexique. Elle se rencontre sur l'île San Gerónimo.

## Description
Le mâle holotype mesure 2,1 mm.

## Étymologie
Son nom d'espèce, composé de geronimo et du suffixe latin -ensis, « qui vit dans, qui habite », lui a été donné en référence au lieu de sa découverte, l'île San Gerónimo.

## Publication originale
- Chamberlin, 1923 : New and little known pseudoscorpions, principally from the islands and adjacent shores of the Gulf of California. Proceedings of the California Academy of Sciences, sér. 4, vol. 12, no 17, p. 353-387 (texte intégral).